# Schulenburg (Bodenwerder)
Die Schulenburg ist ein mehrstöckiger, steinerner Wohnturm aus der Zeit um 1300 in Bodenwerder im Landkreis Holzminden in Niedersachsen. Der ehemalige Wohnturm ist im Baukern eines der ältesten Gebäude der Stadt und war wahrscheinlich die Stadtburg von Bodenwerder, auf der die Vögte der Edelherren von Homburg saßen. Seit 2003 ist das Münchhausen-Museum in dem zuvor sanierten Gebäude untergebracht.

## Beschreibung
Die Schulenburg ist eines von drei Gebäuden auf dem ehemaligen Gutshof der Familie von Münchhausen, der als freier Sattelhof seit dem 13. Jahrhundert bestand. Zum Gebäudeensemble zählen außerdem das als Schloss Münchhausen bezeichnete frühere Herrenhaus und heutige Rathaus sowie die ehemalige Branntweinbrennerei.
Der ursprüngliche Wohnturm wies einst zeittypische Treppengiebel auf. Das Bauwerk erfuhr mindestens drei Umbauten, die in den Jahren um 1400, 1772 und 1871 erfolgten. Sie hinterließen nur wenig mittelalterliche Bausubstanz. An der Südostecke wiesen archäologische Befunde auf einen früheren Rundturm, möglicherweise einen Treppenturm, hin. Er ist seit Mitte des 15. Jahrhunderts nicht mehr vorhanden. Die nordwestliche Gebäudemauer der Schulenburg war Teil der Stadtmauer von Bodenwerder.

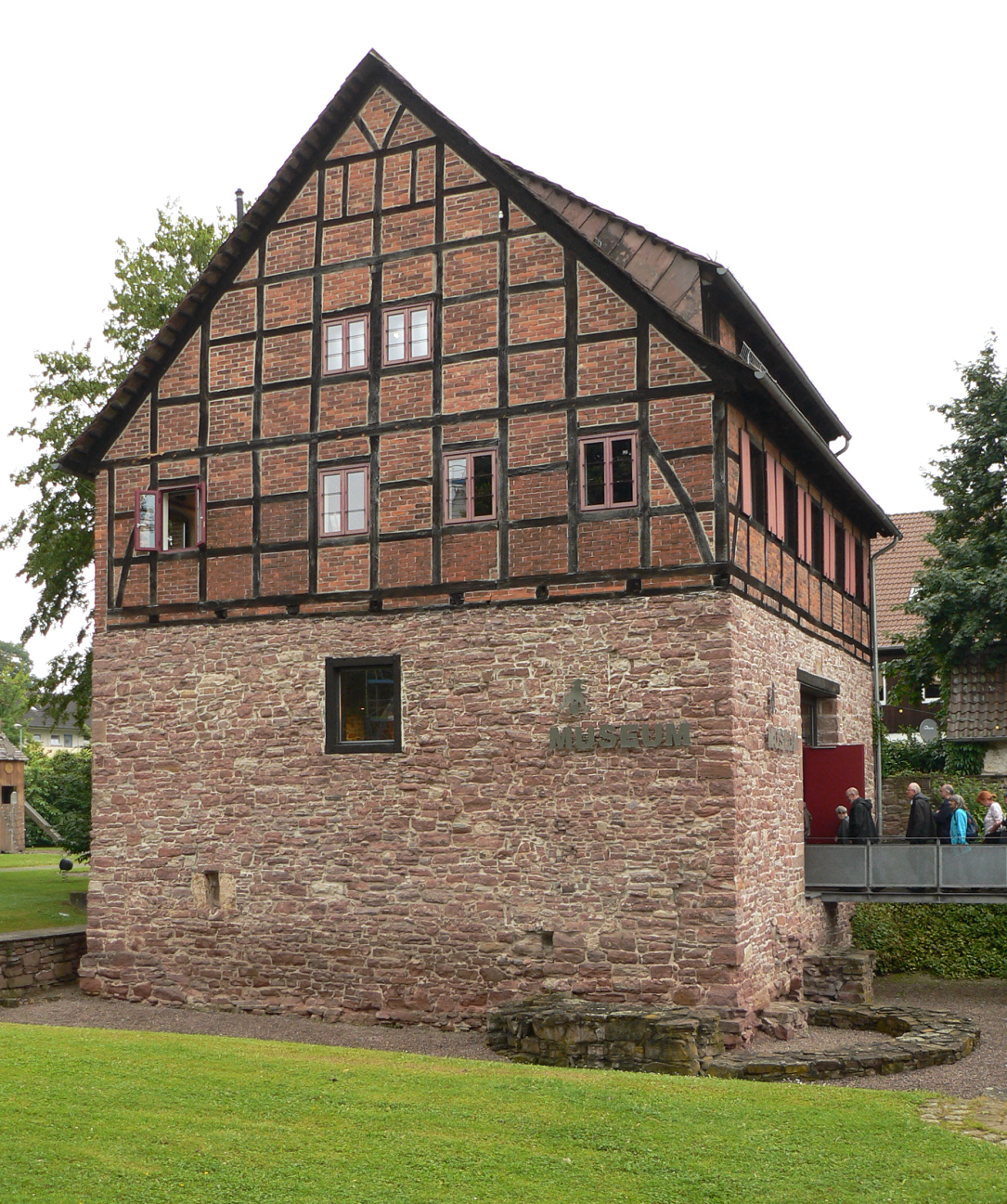
Eingang des Münchhausen-Museums mit rundem Turmfragment am Boden

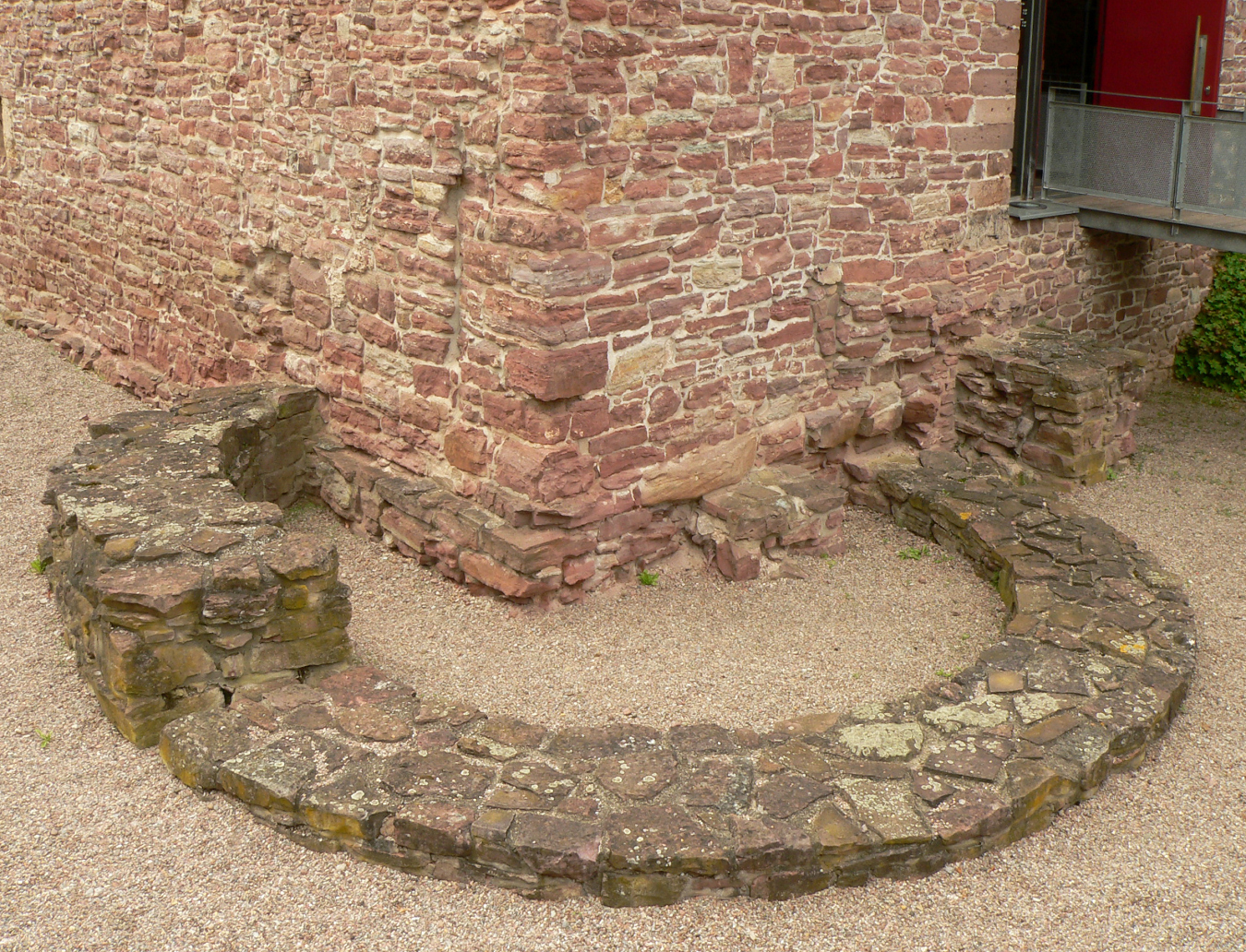
Rundes Turmfragment der Schulenburg

Vom Bestehen eines Schlosses bzw. einer Burg in Bodenwerder zeugen einzelne Schriftquellen, die aber nicht unmittelbar auf die Schulenburg schließen lassen. So verfügte Heinrich von Homburg (1340–1409) über die Nutzungsrechte zu Schloss und Gericht in Bodenwerder. 1442 erhielt Ernst von Hake vom Herzog von Braunschweig und Lüneburg ein Burglehen in Bodenwerder. 1590 wurde Stacius von Münchhausen von Herzog Julius mit der Schulenburg belehnt. Mit der Entstehung des Herrenhauses auf dem Gutshof ab 1610 verlor die Schulenburg ihre militärische Bedeutung und wurde danach als Wirtschaftsgebäude, oder als Zehntscheune, genutzt.
Im Jahre 1772 ließen Hieronymus von Münchhausen und seine Frau Jacobina, geb. von Dunten, das zu dem Zeitpunkt als Scheune genutzte Steinwerk der Schulenburg auf fast die doppelte Größe erweitern, wovon eine über dem Eingang eingelassene Sandsteinplatte zeugt.
1871 veräußerte Alexander von Münchhausen die Schulenburg an einen Lohgerber, der einen Umbau zur Gerberei mit Lager und Trockenboden für Tierhäute vornahm. Dabei entstanden die heutigen Fachwerkobergeschosse mit zahlreichen Dachfenstern und Luken.
Seit 1936 steht die Schulenburg im Besitz der Stadt Bodenwerder. Ende der 1990er Jahre war das Gebäude zur Ruine verkommen. Für eine Sanierung wurden etwa 500.000 Euro Spendengelder gesammelt. Zwischen 1999 und 2003 kam es zu einer Umgestaltung zur Aufnahme des Münchhausen-Museums. Neben der Sicherung der Bausubstanz entstand im Inneren eine stützende Stahlkonstruktion. Im Außenbereich wurden Relikte der Stadtmauer, das Turmfragment und der mittelalterliche Laufhorizont sichtbar gemacht.